# Stanisław Kobielski
Stanisław Kobielski (ur. 1914, zm. 4 października 1980 w Krakowie) – polski historyk sztuki, znawca militariów.

## Życiorys
Ukończył studia na Wydziale Humanistycznym Uniwersytetu Jana Kazimierza we Lwowie i uzyskał stopień doktora filozofii. Był historykiem sztuki. Przez wiele lat był pracownikiem naukowym Zakładu Narodowego im. Ossolińskich we Lwowie. Po wojnie osiadł w Krakowie i był pracownikiem Muzeum Narodowego w Krakowie oraz kuratorem Muzeum Historycznego Miasta Krakowa w stopniu starszego kustosza. Był znawcą militariów, głównie polskiej broni palnej. Był konsultantem przy produkcji filmu pt. Pasja z 1977.
Zmarł nagle 4 października 1980 w Krakowie w wieku 66 lat. Został pochowany na cmentarzu Rakowickim w Krakowie 8 października 1980. Był żonaty.

## Publikacje
- Mein Lesebuch für die 2 Klasse der Volksschulen (1939, współautor)[5]
- Elementa latina 2. Podręcznik jęz. łacińskiego dla kl. 9 [czytanki] (1952, współautor)[5]
- Rękopisy i pierwodruki iluminowane Biblioteki Jagiellońskiej (1958, współautor)[5]
- Wielki zbiór kolęd. Zawiera wszystkie używane kolędy i pastorałki oraz różne nabożeństwa i modlitwy (1959, współautor)[5]
- Uzbrojenie dawnej Japonii (1974, współautor)[5]
- Polska broń. Broń palna (1975)[5]
- Militaria (ok. 1976, współautor)[5]